# CDF Architekci
CDF Architekci – polskie biuro architektoniczne, założone w 1995 roku przez Karola Fiedora. Na dorobek firmy składają się budynki biurowe, hotele, obiekty przemysłowe, osiedla mieszkaniowe i wielofunkcyjne kompleksy komercyjne. Za projekt kompleksu biurowego UBIQ Business Park w Poznaniu, zrealizowany w 2015 roku, pracownia otrzymała nagrodę w kategorii: obiekt specjalny – obiekt zrealizowany na obszarze objętym ochroną konserwatorską w konkursie o Nagrodę Roku SARP 2015 oraz w 2016 roku – Nagrodę Jana Baptysty Quadro.
W 2020 roku biuro otrzymało kolejną nagrodę Jana Baptysty Quadro, za odtworzenie kamienicy z XIX wieku usytuowanej na rogu ulic Bolesława Krysiewicza i Ogrodowej w Poznaniu.